# Márkus Tibor (dzsesszzenész)
Márkus Tibor (Szombathely, 1956. december 17. –) Erkel Ferenc-díjas magyar dzsesszzenész, zongorista.

## Pályafutása
A Liszt Ferenc Zeneművészeti Egyetem Jazz-zongora szakának elvégzése után a szombathelyi Berzsenyi Dániel Tanárképző Főiskola ének-zene tanszékén jazz fakultációt, majd 1994 és '96 között a Megyei Művelődési Központban jazzkurzust tartott. 1998-ban az Újpesti Gyermek és Ifjúsági Házban ismeretterjesztő előadás- és koncertsorozatot vezetett. "Amit tudni akarsz a jazzről" címmel ugyanilyen jellegű kurzust indított 2000-ben a solymári Apáczai Csere János Művelődési Házban, és 2004-ben a vasvári zeneiskolában.
Ezt követően a Debreceni Egyetem Konzervatóriuma kérte fel hasonló jellegű előadássorozat megtartására (2005-07), amely a hallgatók értelmiségi moduljaként felvehető kreditpont-szerzési lehetőségként kerültek be az indexekbe.
2006-07-ben a Budafoki Művelődési Házban élő zenés ismeretterjesztő sorozatot vezetett a Budafok Bigband közreműködésével „Jazz+Mi+Ti” címmel.
2003-ban az Improvizatív Zeneműhely Egyesülettel egyhetes improvizációs tábort szervezett Szombathelyen (Lamantin Improvizációs Tábor és Nemzetközi Jazzfesztivál), melyet ettől kezdődően művészeti irányításával évenként megrendeznek. A tábor élvonalbeli pedagógusok részvételével és évente mintegy 140 hallgatójával az ország legjelentősebb ilyen jellegű kurzusa, amely minden érdeklődő számára nyitott, de helyt ad a Liszt Ferenc Zeneművészeti Egyetem Jazz Tanszék hallgatóinak nyári szakmai gyakorlatára is. A tábort 2006-ban az Oktatási Minisztérium akkreditációs kurzussá nyilvánította, így zenetanárok és zenepedagógusok továbbképzéseként is nyújt lehetőséget.
A 2007-től működő Sepsiszentgyörgyi Jazztábor (Románia első jazztábora) művészeti vezetője. Aktívan részt vett a Yehudi Menuhin Alapítvány által létrehozott MUS-E program magyarországi megvalósításában. 2000-ben részt vett az EPTA kongresszussal párhuzamosan folyó továbbképzések alternatív oktatási módszerek, illetve improvizáció előadásain, melyeknek összefoglaló előadását és kerekasztal beszélgetését vezette, majd a Parlando c. szaklapban publikálta.
Nagy sikert aratott „Bartók és a jazz” című élő zenés előadása a Fővárosi Szabó Ervin Könyvtárban és a Debreceni Egyetemen (2006, 2007).
1992-től annak megszűnéséig, 2008-ig az Erkel Ferenc Zeneiskola és Szakközépiskola, ezt követően a Tóth Aladár Zeneiskola, illetve a Bartók Béla Zeneművészeti Szakközépiskola jazz-zongora, jazzelmélet és jazztörténet tanára.
2000. szeptemberétől a nyugdíjba vonuló Gonda János utódjaként a Liszt Ferenc Zeneművészeti Egyetem Jazz Tanszékén adjunktusi minőségben módszertant, tanítási gyakorlatot és kötelező zongorát tanít.
Publikációival (Jazzpress, Parlando, Muzsika), zenekritikáival (Gramofon) és elméleti munkáival („Alapfokú jazzoktatás. Jazzelmélet”, „ A voicing gyakorlati alkalmazása a jazz-zongora és a kötelező zongora oktatásban”) jelentősen hozzájárult a jazzművészet széles körű ismeretterjesztéséhez.
A műfaj aktív művelője. Zenekarának (Equinox) eddig hat CD-je jelent meg, melyek saját kompozícióit tartalmazzák a magyar jazz élvonalbeli művészeinek közreműködésével.
Komponált még kísérőzenét pódiumműsorokhoz, dokumentumfilmhez, valamint kórus- és nagyzenekari műveket. Ezek előadásaiban közre is működik.
Szerzői albumaival a zene megbonthatatlan egységét kívánja hangsúlyozni a műfajok hierarchiája nélkül. A 2000. évben jelent meg "Waves of Time " című szerzői lemeze, ennek folytatásaként 2007-ben megvalósította " Bábszínház " című, 3 zenekarra (jazz, rock, klasszikus) írt concerto grossóját. Ezek a művek jellegüknél fogva alkalmasak oktatásra, illetve ismeretterjesztésre is. 2005-ben szólózongorás albuma, a „My Pieces”, 2015-ben dupla szerzői albuma (Mysterious Tales) látott napvilágot.
A solymári Apáczai Csere János Művelődési Házban 2001-től jazzklubot vezet, melyben zenekarán kívül fellépési lehetőséget biztosít a Bartók Béla Konzervatórium és a Liszt Ferenc Zeneművészeti Egyetem jazz tanszéke hallgatóinak és más tehetséges pályakezdőknek is.
2005-ben megválasztották a Magyar Jazz Szövetség elnökének, majd 2007-ben, 2009-ben és 2011-ben is újraválasztották e tisztségre. Kezdeményezésére megvalósult a „Magyar Jazz Ünnepe” koncertsorozat vidéki városokra, majd külföldi, magyarok lakta területekre való kiterjesztése.
2010-ben a Magyar Köztársaság Arany Érdemkeresztjével, 2011-ben Artisjus-díjjal, 2015-ben Erkel Ferenc Díjjal, 2017-ben Gonda jános Díjjal tüntették ki.
2021-ben a szombathelyi Broadway Café járdájában a nevével ellátott acél csillagot helyeztek el a város neves szülötteinek (Törőcsik Mari, Jordán Tamás, Benkő László, Charlie) csillagai közé.
Lakóhelyén kollégáival minden évben ingyenes, ismeretterjesztő jellegű jazzkoncertet rendez, melynek célja a műfaj széles körű terjesztése ("Jazz a Játszótéren").

## Elismerések
- Magyar Köztársasági Arany Érdemkereszt (2010)[2]
- Artisjus-díj (2011)[3]
- Erkel Ferenc-díj (2015)[4]
- Gonda János-díj (2017)[5]
- Az év hangszerelője (2019) (JazzMa olvasói szavazólista alapján)[6]
- Az év zeneszerzője II. helyezett (2019) (JazzMa olvasói szavazólista alapján)[7]
- Equinox az év zenekara (2019) (JazzMa olvasói szavazólista alapján)[8]
- 2021. Nevével ellátott csillagot avattak a szombathelyi Broadway sétányon[9]

## Előadások
Amit tudni akarsz a jazzről előadássorozat: 
- Szombathely B.D.T.F. 1992-93, MMIK: 1994-96
- 1998: Újpesti Gyermek és Ifjúsági Ház
- 2000: Solymár, Apáczai Csere János Művelődési Ház
- 2004: Vasvár, Zeneiskola
- 2005-2006: Debreceni Egyetem Konzervatóriuma
- 2008: Zeneművészeti Szakközépiskola Szombathely
- Jazz+Mi+Ti
- 2006-2007: Budafoki Művelődési Ház

## Improvizációs kurzusok
- 2000: Liszt Ferenc Zeneművészeti Egyetem
- Bartók és a jazz:
- 2006: Fővárosi Szabó Ervin Könyvtár
- 2007: Debreceni Egyetem

## Elméleti munkák
- A jazz elmélete (kézirat, folyamatos korrekció és bővítés)
- Alapfokú jazzoktatás. Jazzelmélet (szakdolgozat, 1995)
- A voicing gyakorlati alkalmazása a kötelező zongoraoktatásban (2006) (kézirat)
- A jazz elmélete I. (könyv) (Savaria University Press, 2012)
- A jazz elmélete II. (könyv) (Savaria University Press, 2014)
- A jazz elmélete III. (könyv) (Savaria University Press, 2015)
- Sukrám Robit: If if if. Infantilis blődlikönyv; szerzői, Bp., 2019
- Márkus Tibor–Sukrám Robit: A madár / Ifififif. Márkus Rádió Szombathely (Janus-arcú könyv); szerzői, Bp., 2023

## Publikációk
- Jazzpress: Elemzés (1991)
- Gramofon: Lemezkritikák (1998-2000)
- Parlando: Összefoglaló az Improvizáció előadásairól (2001. 1-2. szám)
- Muzsika: We called it Music (2004. szeptember)
- Muzsika: A jazznagyapa (2007. január)
- Jazzpress: Jazzelmélet. Sorozat 2010-től

## Albumok, DVD-k
- Soul for Free (Claudia Raths), 1991, Adyton
- Equinox, 1995, LMS
- Márkus Tibor: Three Trees (Equinox, 1999, BMM)
- Márkus Tibor: Waves of Time (2000, BMM)
- 100 éves az Erkel Ferenc Zeneiskola (2002, E.F.Z.)
- Márkus Tibor: Are you Free? (Equinox, 2002, BMM)
- Márkus Tibor: My Pieces (2004, BMM)
- Tibor Márkus/EQuinox: ECLECTIC (2004, BMM)
- Márkus Tibor: Bábszínház (2007, BMM)
- Márkus Tibor: Bábszínház Performance DVD (2009, BMM)
- Márkus Tibor: Mysterious Tales (2015)
- Equinox: TRAP (2017, BMM)
- Chabanda: Flow (Hunnia Records & Film Production 2017)
- Equinox: Travel through time (2019, BMM)
  - az év albuma 2019. JazzMa olvasói szavazólista alapján)[10]